# Сходница (река)
Сходница (укр. Східниця) — река в Дрогобычском районе Львовской области Украины. Левый приток реки Стрый (бассейн Днестра).
Длина реки 11 км, площадь бассейна 28,8 км². Типично горная река. Долина преимущественно узкая и глубокая. Пойма во многих местах односторонняя. Русло слабоизвилистое. Уклон реки - 29 м/км.
Начинается к востоку от посёлка городского типа Сходница, на западных склонах хребта Цюховый, между ним и горой Турков. Течёт сначала преимущественно на запад, в низовьях — на юго-запад. Впадает в Стрый в юго-западной части села Новый Крапивник.